# Roelof Oberman

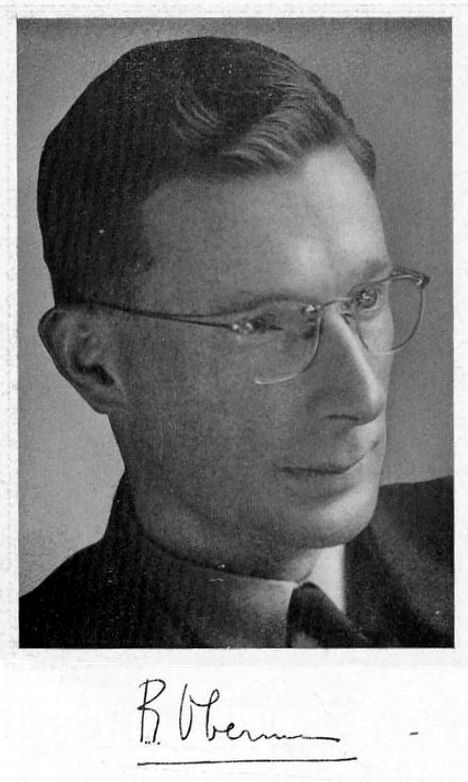
R. M. M. Oberman (1950)

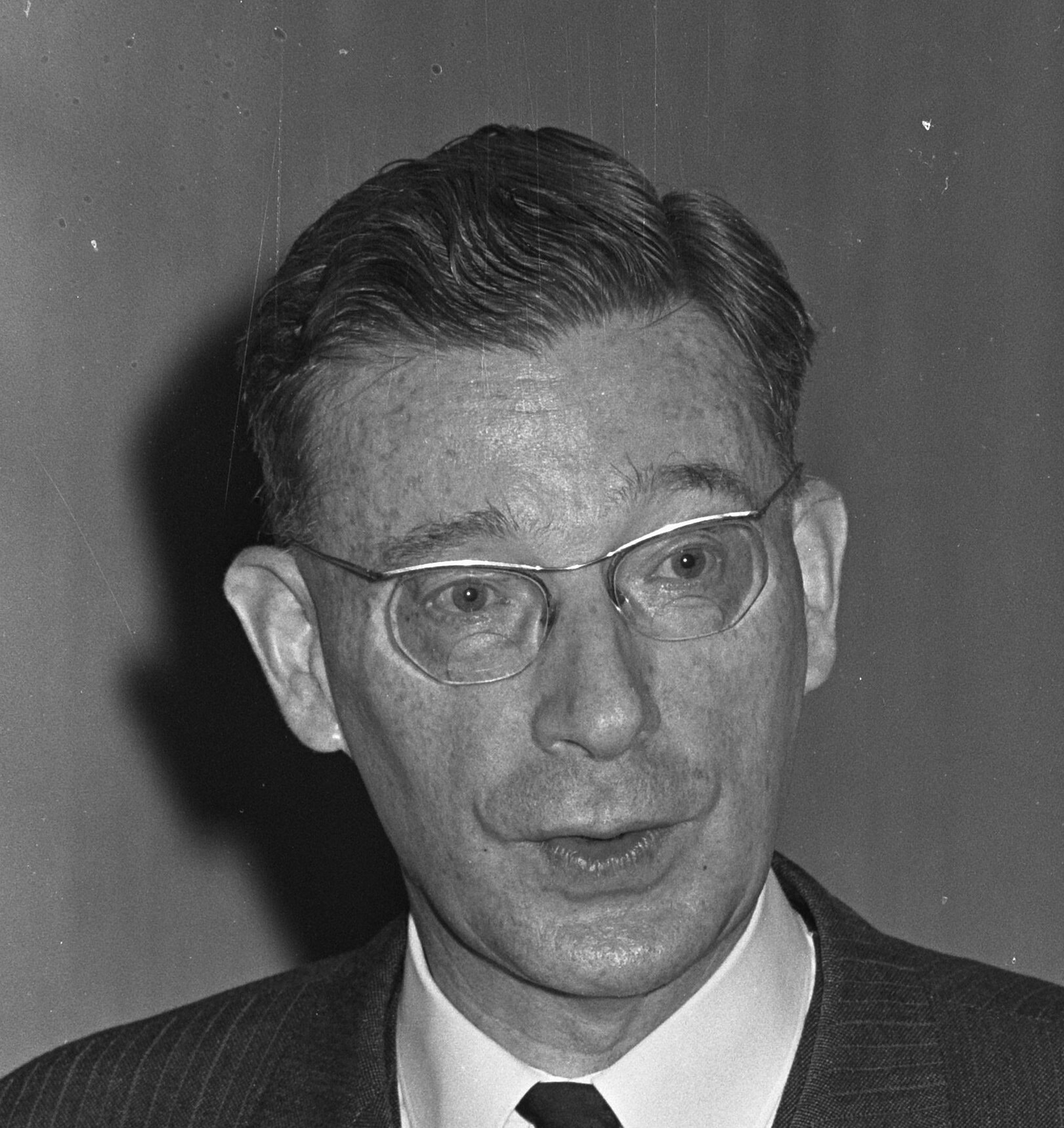
Roelof Obermann (1968)

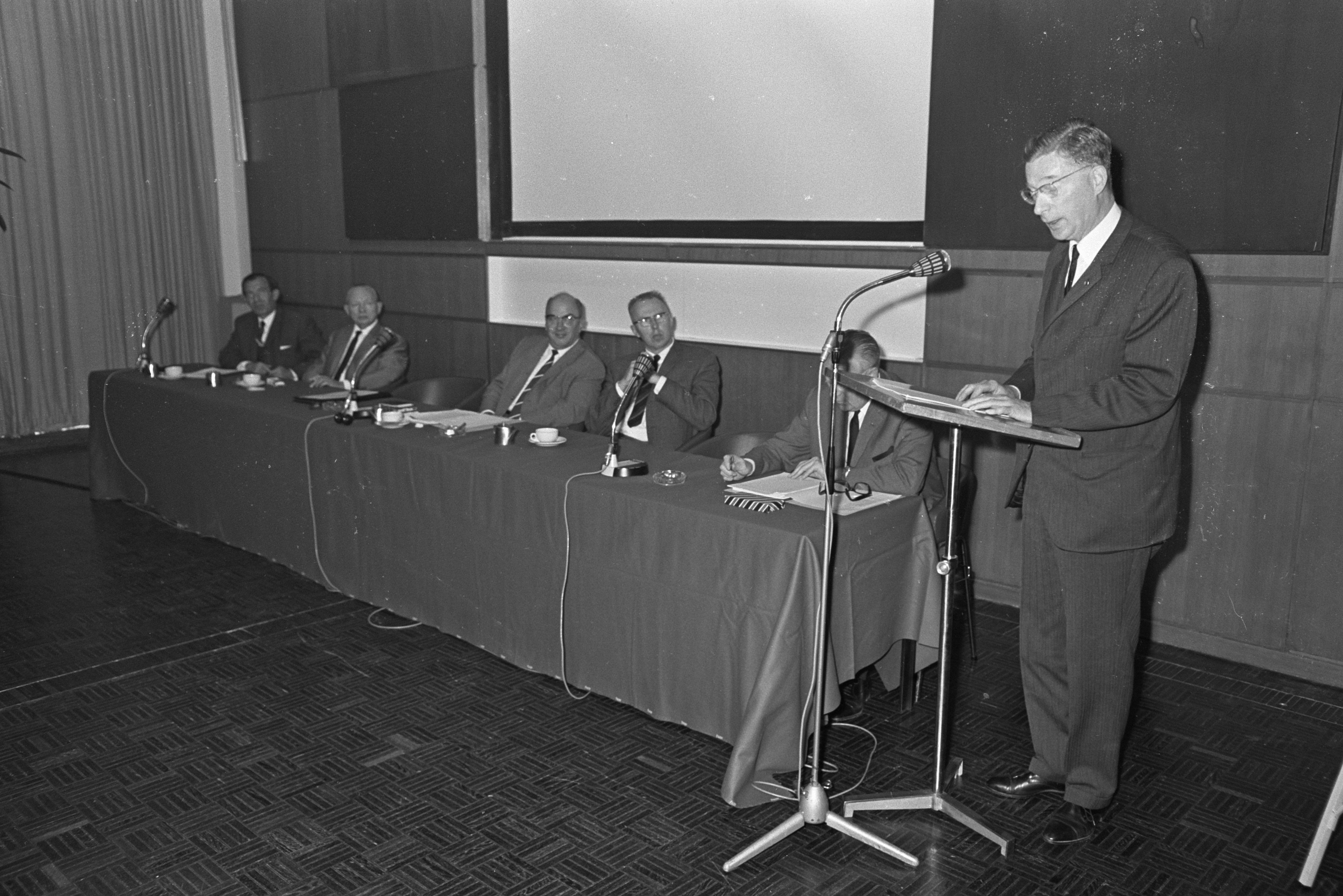
Als Professor der TU Delft am Pult (12. September 1968)

Roelof Maarten Marie Oberman, oft abgekürzt geschrieben als R M M Oberman (* 12. Juni 1910 in Leiden; † 19. März 1989 in Wageningen) war ein niederländischer Hochschullehrer, Erfinder, Kryptologe und Sachbuchautor.

## Leben
Geboren wurde er kurz vor dem Ersten Weltkrieg in der niederländischen Universitätsstadt Leiden als Sohn von Hendrik Oberman (ca. 1871–1946), Lehrer an einer Pädagogischen Hochschule, und dessen Ehefrau Ymkje Everts Boontje. Seine Eltern hatten im Jahr 1900 geheiratet.
Nach seinem Schulabschluss im Jahr 1927 an der Hogereburgerschool in Rotterdam studierte er Maschinenbau an der Technischen Hochschule Delft (TH bis 1986, heute eine TU), wo er 1932 seinen Abschluss als Maschinenbauingenieur machte. Aufgrund der Schwierigkeit, damals eine passende Anstellung zu finden, entschied er sich, ein Studium der Elektrotechnik anzuschließen. So erhielt er 1935 auch noch das Diplom als Elektroingenieur. Danach arbeitete er für das niederländische staatliche Telekommunikationsunternehmen PTT (Posterijen, Telegrafie en Telefonie) und war dort verantwortlich für die  Entwicklung des landesweite Fernschreibnetzes (Telex).
Unmittelbar nach dem Zweiten Weltkrieg, im Jahr 1946, wechselte er nach Leidschendam (nahe Den Haag) ins damals neu gegründeten Zentrallabor (niederländisch Centraal Laboratorium) der PTT, ab 1955 genannt Dr. Neher-Laboratorium. Im Auftrag der niederländischen Regierung entwickelte er dort (im Geheimen) Chiffriergeräte  auf der Basis des kryptographisch sicheren Einmalschlüssel-Verfahrens (englisch One-Time-Pad).
Im Jahr 1947 wurde er an der TH Delft zum Doktor-Ingenieur (Dr. Ir.) promoviert. Der Titel seiner in englischer Sprache verfassten Dissertation lautet: The bridge marker key automatic switching system. Noch im selben Jahr erhielt er einen Lehrauftrag an seiner Alma Mater, der TH Delft, und wurde 1949 dort zum außerordentlichen Professor ernannt. Im Jahr 1958 verließ er das Dr. Neher-Labor der PTT und trat eine Vollzeitstelle als Hochschullehrer (Prof.) an der TH Delft an. Er forschte und lehrte dort zum Fach Informatik bis zu seiner Pensionierung im Jahr 1980. Während dieser Zeit arbeitete er auch intensiv mit Philips Usfa zusammen, einem unabhängigen Tochterunternehmen des niederländischen Elektronik-Unternehmens Philips, das Militärtechnik entwickelte.
Im Laufe seines Lebens hat er über neunzig Patente angemeldet, zumeist in mehreren Ländern, darunter die Vereinigten Staaten, das Vereinigte Königreich und Deutschland.
Roelof Oberman war seit dem 25. Oktober 1946 mit Johanna Sentina Baerents (* 1915) verheiratet. Sie hatten zwei Söhne, Carel Christiaan Hendrik (1949–2015) und Maarten. Sein zweiter Sohn verfasste ein Buch über seinen Vater und dessen Arbeiten aus der Zeit von 1945 bis 1970. Da diese lange der Geheimhaltung unterlagen, waren sie der Öffentlichkeit unbekannt. Das in niederländischer Sprache geschriebene Buch ist im Jahr 2022 erschienen (siehe auch Literatur).

## Schriften (Auswahl)
- Digital Circuits for Binary Arithmetic. Palgrave Macmillan, 1979, ISBN 0-333-25535-6 (englisch).
- Electronic counters. Macmillan, 1973, ISBN 0-333-15072-4 (englisch).
- The bridge marker key automatic switching system. 1947 (englisch, tudelft.nl – Dissertation).